# Dominique d'Esmé
Dominique d'Esmé (Rennes, 26 de diciembre de 1945) es una jinete francesa que compitió en la modalidad de doma.
Ganó una medalla de bronce en el Campeonato Europeo de Doma de 1995, en la prueba por equipos. Participó en cinco Juegos Olímpicos de Verano, entre los años 1976 y 1996, ocupando el octavo lugar en Seúl 1988 y el cuarto en Atlanta 1996, en la misma prueba.

## Palmarés internacional
| Campeonato Europeo | Campeonato Europeo   | Campeonato Europeo | Campeonato Europeo |
| Año                | Lugar                | Medalla            | Categoría          |
| ------------------ | -------------------- | ------------------ | ------------------ |
| 1995               | Mondorf (Luxemburgo) | Medalla de bronce  | Por equipos        |